# ビトウィーン・ザ・ベリード・アンド・ミー
ビトウィーン・ザ・ベリード・アンド・ミー (Between the Buried and Me)は、2000年に結成された、アメリカ合衆国ノースカロライナ州ローリー市出身のプログレッシブ・メタル・バンドである。略称は「BTBAM」。
バンド名の由来は、カウンティング・クロウズの楽曲「ゴースト・トレイン (Ghost Train)」の歌詞より引用されている。

## 来歴
ビトウィーン・ザ・ベリード・アンド・ミー (以下 BTBAM)は、2000年、アメリカ・ノースカロライナ州ローリーで結成された。最初のメンバーは、トミー・ロジャース（ボーカル）、ポール・ワグナー（ギター）、ニコラス・フレッチャー（ギター）、ウィル・グッドイヤー（ドラム）、ジェイソン・キング（ベース）。
その後「Use of a Weapon」「What We Have Become」「More of Myself to Kill」の3曲を収録した最初のデモを発表する。これらの作品は後に再録音され、2002年にライフフォース・レコードからリリースされた1stアルバム『Between the Buried and Me』に収録されている。
この1stアルバムには、カンザス州トピカのウエストボロ・バプティスト教会における信仰とその実践に対するプロテストソングである「Arsonist」等が収録されている。また「Aspirations」はバンドでの最初のミュージックビデオ作品となった。このアルバムがビクトリー・レコードの目に留まって、後に契約に至った。1stアルバムは、ビクトリー・レコードから2004年にエンハンスドCDとして再発された。
2003年、シングル「Mordecai」「Aesthetic」「Camilla Rhodes」を含んだ2枚目となるスタジオ作品『The Silent Circus』をリリース。このアルバムは、2005年7月15日にノースカロライナのチャペルヒルにある「The Cat's Cradle」で行われたライブの模様を収録したDVD付で2006年に再発された。
アルバム『The Silent Circus』において、ドラムであったウィル・グッドイヤーの代わりにマーク・カスティロが加入している。付属のライブDVDにおいてはブレイク・リチャードソン（ドラム）と、ダスティー・ウェアリング（ギター）、ダン・ブリッグス（ベース）がバンドに参加しており、またこの時点で既に3rdアルバム『アラスカ』のレコーディングを終えていた。
上記のように2ndリリース後、3rdアルバム『アラスカ』にて現在のラインナップが揃うまで多くのメンバーが出入りした。
ドラムは、ジェイソン・ローに変わってマーク・カスティロが入り、後にブレイク・リチャードソンへ。
ギターは、シェーン・ブレイに変わりニコラス・フレッチャー、そしてダスティー・ウェアリング。
ベースは、ケビン・フォークの次にジェイソン・キングとなって、後でダン・ブリッグスが加わる。
2005年夏、3rdアルバム『アラスカ』を発表。このアルバムからのシングルとしては「Selkies: The Endless Obsession」「The Primer」「Backwards Marathon」がある。
2006年7月、BTBAMのメンバーが影響を受けたアーティストたちの作品を演奏したカバー・アルバム『The Anatomy Of』をリリース。彼らがこのアルバムでカバーしたアーティストとしてはメタリカ、キング・クリムゾン、パンテラ、ピンク・フロイド、サウンドガーデン、スマッシング・パンプキンズ等多岐のジャンルにわたる。
2007年9月、4枚目のスタジオ・アルバム『Colors』をリリースした。メンバーは、このアルバムはアダルトコンテンポラリーなプログレッシブデスメタルであると語っている。
2008年11月6日、『Colors』収録の「Prequel to the Sequel」が、ゲーム『Rock Band』（日本では未発売）の「Xbox Liveマーケットプレース」と「PlayStation store」においてダウンロード可能コンテンツとして使用可能になった。
2009年5月31日、メンバーは5枚目のアルバム『The Great Misdirect』のレコーディングに向けてスタジオ入りした。この作品についてトミー・ロジャースは「out do Colors (4thアルバム『Colors』のようなことをやる段階から抜け出そうと目論んだ)」と発言している。同アルバム収録の「Obfuscation」はゲーム『Saints Row: The Third』に使用されている。
2010年3月、バンドは初来日を果たした。2010年早秋、バンドは次のフルレンス・アルバムの先触れとなるEPを製作中であるとアナウンスした。10月にはスタジオ内でのバンドの様子を撮影したビデオを、YouTube上に彼らのアカウントからアップロードした。翌年1月18日に2回目となるスタジオ撮影動画を投稿した。
2011年2月21日、バンドはメタル・ブレイド・レコーズへ移籍し、『ザ・パララックス：ハイパースリープ・ダイアローグ』と題された1stEPを4月12日に発売するとアナウンス。それと時を同じくして、古巣のビクトリー・レコードからは3枚組のグレイテスト・ヒッツをリリースすると発表があった。
2012年10月9日、所属レーベルのメタル・ブレイドからEP『ザ・パララックス：ハイパースリープ・ダイアローグ』の続編となる6枚目のフルレンス・アルバム『ザ・パララックス・トゥー：フューチャー・シークェンス』をリリースした。また同年11月にはアニマルズ・アズ・リーダーズと共に来日を果たした。

## メンバー

### 現在のメンバー
- トミー・ロジャース (Tommy Giles Rogers) - ボーカル、キーボード
- ポール・ワグナー (Paul Waggoner) - ギター
- ダスティー・ウェアリング (Dustie Waring) - ギター
- ダン・ブリッグス (Dan Briggs) - ベース
- ブレイク・リチャードソン (Blake Richardson) - ドラム

### 旧メンバー
- ニコラス・ショーン・フレッチャー (Nicholas Shawn Fletcher) - ギター (2000年-2003年)
- ジェイソン・スコフィールド・キング (Jason Schofield King) - ベース (2000年-2003年)
- ウィル・グッドイヤー (Wil Goodyear) - ドラム (2000年-2003年)
- マーク・エドワード・カスティロ (Mark Edward Castillo) - ドラム (2003年)
- シェーン・ブレイ (Shane Blay) - ギター (2004年)
- ケビン・フォーク (Kevin Falk) - ベース (2004年)
- ジェイソン・ロー (Jason Roe) - ドラム (2004年)

## 来日公演
- 2010年 JAPAN TOUR 2010
  - 3月19日 大阪 KING COBRA
  - 3月20日 名古屋 ZION
  - 3月21日 横浜 CLUB LIZARD
  - 3月22日 東京 吉祥寺CLUB SEATA

- 2012年 JAPAN TOUR 2012
  - 11月8日 大阪 AVENUE A
  - 11月9日 名古屋 3STAR
  - 11月10日 渋谷 AUBE
  - 11月11日 東京 吉祥寺 CLUB SEATA

- 2016年 JAPAN TOUR 2016
  - 2月16日 大阪 CLUB DROP
  - 2月17日 名古屋 3STAR
  - 2月18日 渋谷 CLUB ASIA
  - 2月19日 渋谷 CLUB ASIA

## ディスコグラフィ

### スタジオ・アルバム
- Between the Buried and Me (2002年)
- The Silent Circus (2003年)
- 『アラスカ』 - Alaska (2005年)
- Colors (2007年)
- The Great Misdirect (2009年)
- 『ザ・パララックス・トゥー：フューチャー・シークェンス』 - The Parallax II: Future Sequence (2012年)
- 『コーマ・エクリプティック』 - Coma Ecliptic (2015年)
- Automata I (2017年)
- Automata II (2018年)
- Colors II (2021年)
- The Blue Nowhere (2025年)

### ライブ・アルバム
- Colors Live (2008年)
- Future Sequence: Live at the Fidelitorium (2014年)
- 『コーマ・エクリプティック:ライヴ』 - Coma Ecliptic: Live (2017年)

### ミニ・アルバム
- 『ザ・パララックス：ハイパースリープ・ダイアローグ』 - The Parallax: Hypersleep Dialogues (2011年)

### カバー・アルバム
- The Anatomy of (2006年)

### コンピレーション・アルバム
- The Best of Between the Buried and Me (2011年)

## 日本語インタビュー
- http://www.cdjournal.com/main/cdjpush/between-the-buried-and-me/2000000539 (2010年3月31日、CD CD Journal)
- http://www.youblisher.com/p/442641-GrindHouse-magazine-Vol-74/ (2012年9月28日、16ページ目にて、Grind House vol.74に掲載)
- https://gekirock.com/interview/2012/10/between_the_buried_and_me.php (2012年10月17日、激ロック)